# Gärdhems distrikt
Gärdhems distrikt är ett distrikt i Trollhättans kommun och Västra Götalands län. 
Distriktet ligger sydost om Trollhättan. 

## Tidigare administrativ tillhörighet
Distriktet inrättades 2016 och utgör en del av området som Trollhättans stad omfattade till 1971, delen som före 1967 utgjorde huvuddelen av Gärdhems socken.
Området motsvarar den omfattning Gärdhems församling hade vid årsskiftet 1999/2000.